# Jorge Alberti
Pour les articles homonymes, voir Alberti.
Jorge Alberti (né Jorge Alberto Martínez le 31 mars 1977 à Mayagüez), est un acteur portoricain.

## Biographie
Jorge Alberto Martínez est né dans le village de Mayagüez à Porto Rico. Depuis l'enfance, il montre un intérêt pour tout ce qui est en relation avec l'art, le sport, la musique, la danse et le jeu d'acteur. À l'âge de 11 ans, il étudie la guitare et les bases du piano. Il fréquente l'école Madre Cabrini et est membre du Club de Théâtre où il montre des compétences comme acteur dans plusieurs pièces de théâtre. Il fait partie aussi de l'équipe de volley-ball et est élu meilleur joueur de l'équipe trois années consécutives.
Le 26 décembre 2008, Il se marie à Katia Parrilla en toute intimité à San Juan, Porto Rico.
Le 15 septembre 2009, Jorge devient devenu le père d'une fille appelée Isabella Mía.
En 1995, Jorge se rend en Floride où il suit pendant deux ans des cours d'animation numérique à l'Institut d' Arte Fort Lauderdale. En 1999, il rentre à Porto Rico où il obtient un diplôme d'Artes Graphiques à l'Université de Sagrado Corazón. Pendant ses loisirs, Alberti pose comme mannequin sur plusieurs revues populaires et dans travaille dans l'émission No Te Duermas de la chaîne Telemundo/NBC Porto Rico.  En 1999, Jorge suit des cours d'acteur avec  Teófilo Torres, le célèbre acteur portoricain. Il a l'occasion de jouer dans diverses pièces de théâtre, ce qui lui ouvre de nombreuses portes telles que  Diálogo de Carmelitas et Amor al Prójimo au Centre des Beaux-Arts de Santurce, Porto Rico.

## Carrière
En 2002, Jorge Alberti va au Mexique pour participer au concours Intermodel 2002 Acting and Modeling Competition où il remporte deux médailles d'or une dans chaque catégorie. Cet évènement favorise sa carrière. Jorge fat une apparition dans la novela mexicaine Como en el cine sur la chaîne de télévision TV Azteca de Mexico. La participation d'Alberti dans l'émission L'île de la Tentation de Telemundo/NBC—USA marque son entrée dans le monde des acteurs aux États-Unis. Il est un invité spécial dans les fameuses novelas latino-américaines Gata Salvaje en 2002 en interprétant Jose Ignacio et Angel Rebelde en incarnant le personnage de Pablo en 2004. On le voit dans les mini-séries Al filo de la ley d'Univisión et America's Most Wanted de Fox. Il joue aussi dans les novelas Amor descarado en 2003 dans le personnage de Gustavo et dans Anita, no te rajes où il tient le rôle de El Fresa toujours en 2004 pour Telemundo/NBC—USA. Il joue aussi dans la novela Passions qui est diffusée par NBC/Universal. Il incarne le prêtre  Padre Miguel Ángel dans le film Del cielo a la tierra.
Jorge s'investit dans sa carrière d'acteur. Ainsi, il prend des cours auprès de professionnels reconnus tels que Roberto Moll (célèbre acteur péruvien) en à Miami et Patrick Malone dans le studio des Acteurs de Los Angeles. En 2005, il joue le personnage de Willy dans la telenovela portoricaine Dueña y Señora dans les studios de Telemundo/NBC Porto Rico. De plus, il participe au film The Argentine au côté de l'acteur portoricain détenteur d'un Oscar Benicio del Toro qui interprète le révolutionnaire argentin Ernesto "Che" Guevara. Dans le film, Alberti joue le soldat cubain Héctor. Il voulait jouer le rôle du révolucionnaire cubain Camilo Cienfuegos (1932-1959) mais le chilien Santiago Cabrera s'est vu attribuer ce rôle. Alberti déclare que la recette pour avoir du succès est "d'être positif et persévérant".

## Filmographie

### Théâtre
- Diálogo de Carmelitas
- Amor al Prójimo

### Films
- 2008 : Che, 1re partie : L'Argentin : Héctor
- 2010 : Elite : Raúl Hernández

### Telenovelas
- 2001 - 2002 : Como en el cine (TV Azteca)
- 2002 : Gata salvaje (Venevisión) : José Ignacio
- 2003 : Amor descarado (Telemundo) : Gustavo
- 2004 : Angel rebelde (Venevisión) : Pablo
- 2004 : Anita, no te rajes (Telemundo) : El Fresa
- 2006 : Dueña y Señora (Telemundo) : William Santa Rosa « Willy »
- 2007 : Lola (Canal 13, Chili) : Eduardo « Lalo » Padilla
- 2008 : Don Amor (Canal 13, Chili) : Lucián Carvajal
- 2009 : Vuélveme a querer (TV Azteca) - Ricardo Robles
- 2011 : Emperatriz (TV Azteca) : Nicolás « Nico » Galván Castillo
- 2012 - 2013 : La otra cara del alma (TV Azteca) : Armando De Alba

### Séries télévisées
- 2004 - 2006 : Passions (NBC) : Roberto
- 2005 : Al filo de la ley (Univision)

### Émission de télévision
- 2011 : Fiebre de baile (Chilevisión) : Participant